# Siphona japonica
Siphona japonica är en tvåvingeart som beskrevs av Louis-Paul Mesnil 1963. Siphona japonica ingår i släktet Siphona och familjen parasitflugor. Inga underarter finns listade i Catalogue of Life.